# Otto Wegener
Pour les articles homonymes, voir Otto et Wegener.
Otto Wegener, né le 20 janvier 1849 à Helsingborg et mort le 4 février 1924 à Paris 8e, est un photographe français d'origine suédoise, naturalisé en 1901, ayant exercé à Paris à partir de 1867.

## Biographie
Otto Wegener est né en Suède à Helsingborg. Il s'installe à Paris en 1867 où il ouvre un studio photographique quelques années plus tard au no 3 place de la Madeleine. Il est engagé volontaire pendant la guerre franco-allemande de 1870. Il obtient peu à peu une réputation de photographe mondain, se spécialisant dans les portraits de personnalités de la culture et du spectacle. Il signe ses photos du nom OTTO, en lettres d'or, comme l'enseigne qui brille au 6e étage de l'immeuble au-dessus de son studio.
Il a enseigné la photographie au prince Eugène de Suède et a eu comme assistant Edward Steichen. Il est célèbre pour ses photos d'Isadora Duncan, de Marcel Proust dont il  était l'ami, et de Paul Verlaine.
Il participe à de nombreuses expositions en France et à l'étranger. Il est nommé chevalier de la Légion d'honneur en 1914. Le 23 février 1916, un incendie dans son atelier cause des dégâts assez importants.
Il obtient des médailles lors d'expositions et concours mais n'en fait pas mention sur ses cartons. Il produit principalement des photos au format cabinet (14,5 par 10 cm) et plus grand format, mais assez peu au format carte de visite.
Il a trois fils, dont Maurice Otto Wegener qui meurt en 1918.
Si Wegener connaissait le  photographe Eugène Pirou (mort en 1909), il n'a jamais été commercialement associé avec lui. La confusion à ce sujet est due aux frères Georges et Oscar Mascret qui ont frauduleusement utilisé le nom de Pirou après sa mort et, après celle de Wegener, et ont vendu leurs photos sur des cartons marqués « Otto et Pirou, 3 place de la Madeleine ».
Otto Wegener meurt le 4 février 1924 à son domicile, 13 rue de Miromesnil, et est inhumé au cimetière du Père-Lachaise (89e division),. Mais, en 2002, ses restes ont été relevés et déposés à l'ossuaire du Père-Lachaise.

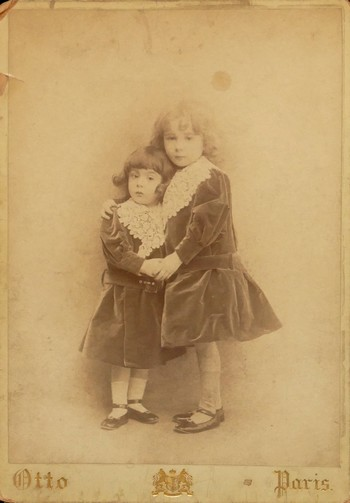
Probablement[13] Robert et Marcel Proust vers 1876.
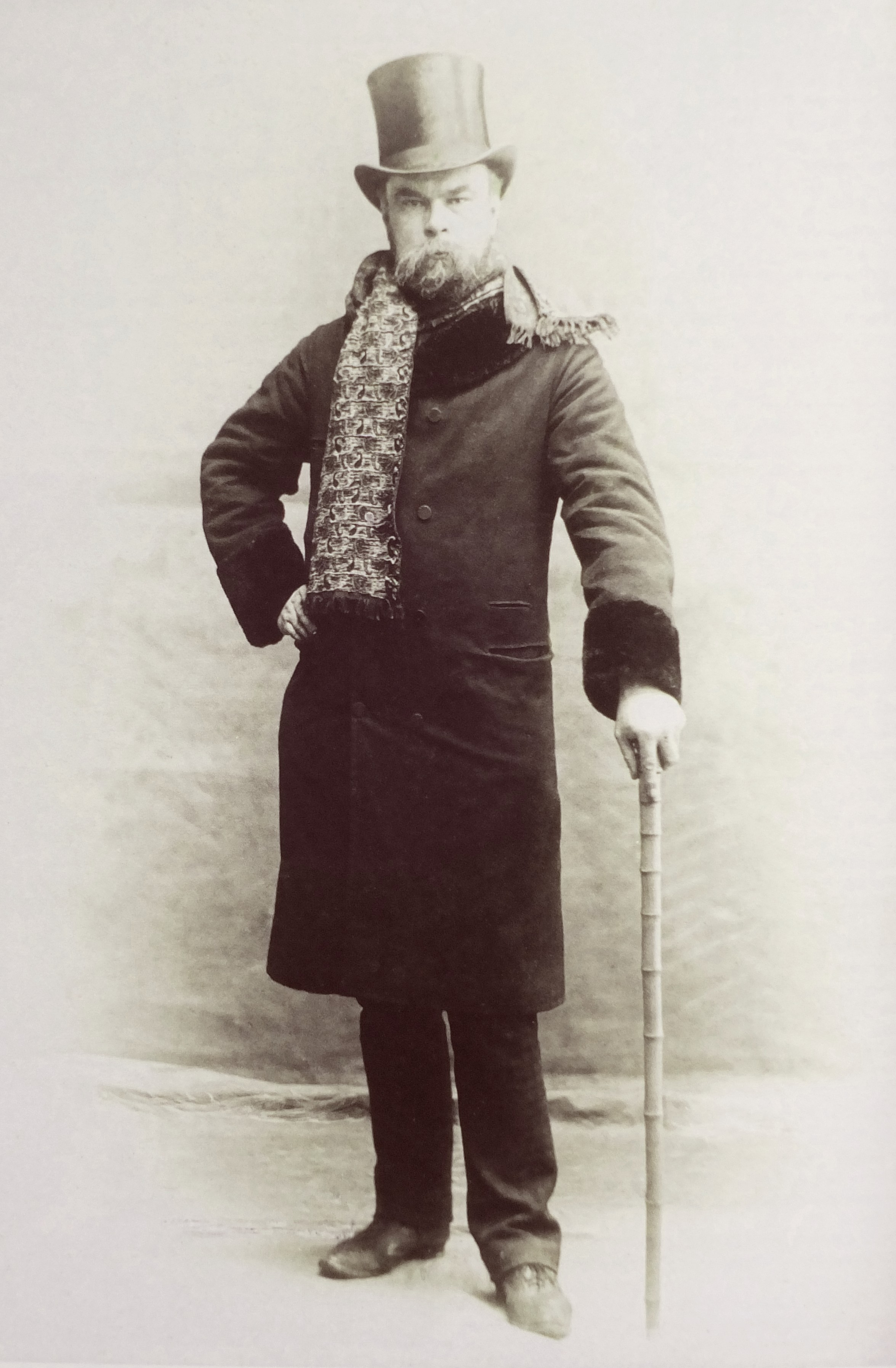
Une des poses de la série Paul Verlaine en 1893.
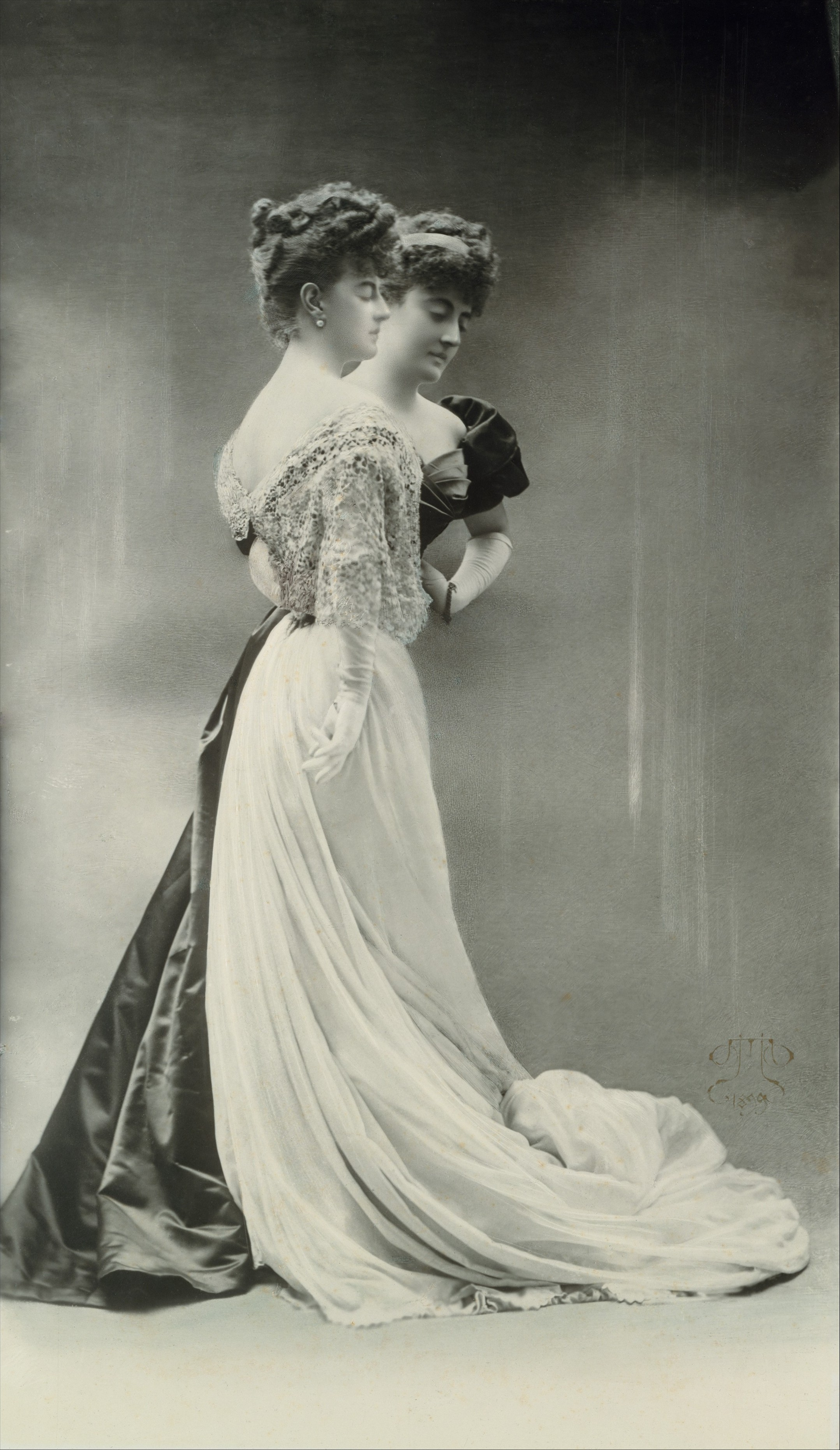
La comtesse Greffulhe, double impression.
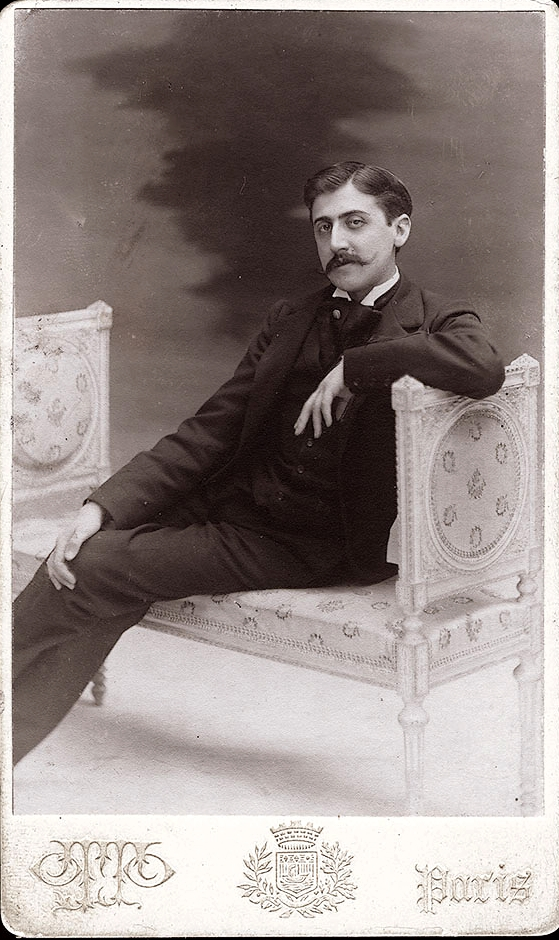
Marcel Proust en 1895.
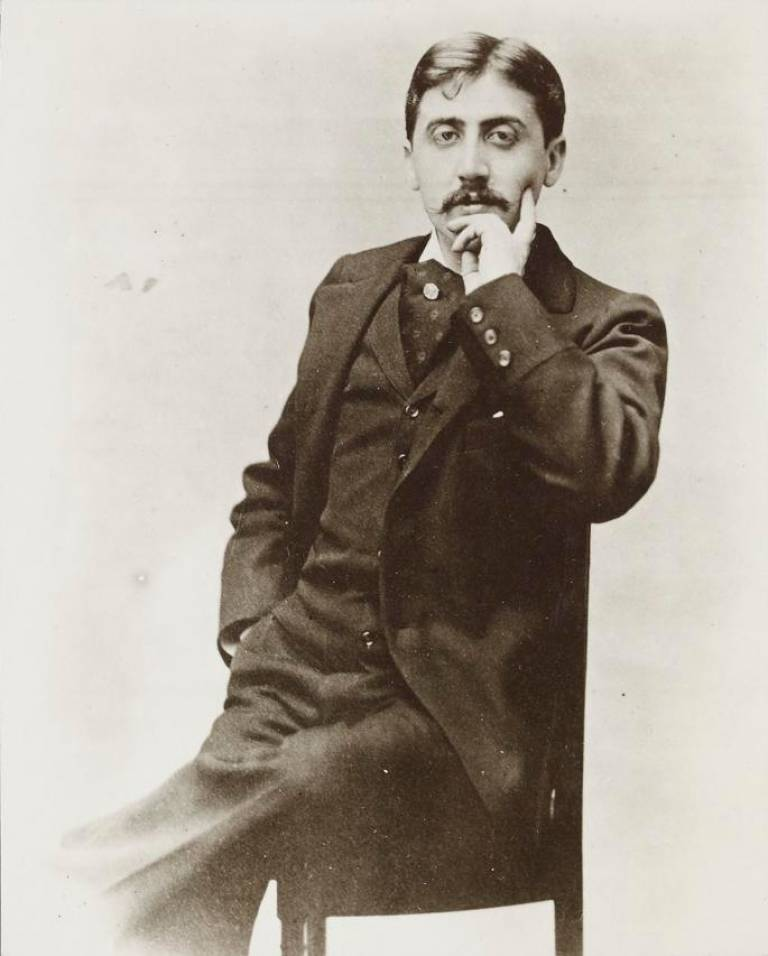
La pose de Proust de ce cliché est reprise comme icône sans jamais citer l'auteur[14].
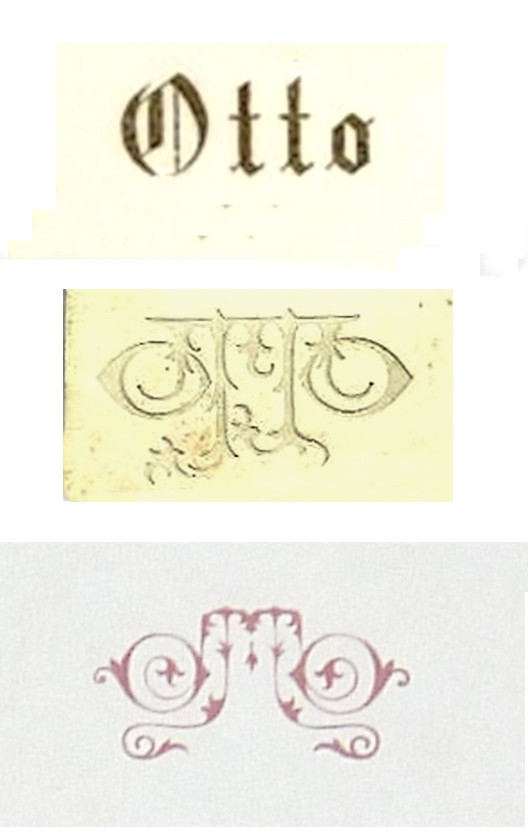
Trois logos utilisés au fil des ans.

## Décorations
- Médaille commémorative de la guerre 1870–1871
- Commandeur de l'ordre du Nichan Iftikhar
- Chevalier de la Légion d'honneur (décret du 27 mai 1914)